# Dendroplex picus
El trepatroncos piquirrecto (en Ecuador y Panamá) (Dendroplex picus), también denominado trepatroncos pico de lanza (en Colombia), trepador subesube (en Venezuela) o trepador de pico recto (en Perú), es una especie de ave paseriforme de la familia Furnariidae, subfamilia Dendrocolaptinae, una de las dos pertenecientes al género Dendroplex, antes incluida en Xiphorhynchus. Es nativa del extremo sureste de América Central y de extensas áreas del norte, centro y este de Sudamérica.

## Distribución y hábitat
Su distribuye desde el centro y este de Panamá, hacia el este por Colombia, Venezuela, Guayana, Surinam y Guayana francesa, hacia el sur por Ecuador, Perú, hasta el centro de Bolivia, y por todo el norte, centro y franja costera oriental de Brasil. Se distribuye pues por el centro y norte de América del Sur, al este de la cordillera de los Andes, y abarca toda la cuenca del Amazonas, la caatinga y partes del cerrado y de la Mata Atlántica.
Esta especie es considerada generalmente común y ampliamente diseminada en una variedad de hábitats naturales semiabiertos, que comprenden selvas húmedas de baja altitud, principalmente riparias y de várzea; localmente también en sabanas; bosques secos y matorrales áridos; manglares, en la vegetación arriba de la marea más alta; pantanos; humedales; plantaciones y bosques altamente degradados. Principalmente abajo de los 1100 m s. n. m.

## Descripción
Mide entre 18 y 21 cm de longitud y pesa entre 34 y 42 g (el macho) y entre 33 y 45 g (la hembra). Tiene el pico claro, recto y afilado. Es pardo rojizo en el dorso y alas, cabeza y nuca oscuras, con estrías finas más claras y ligera lista superciliar blanquecina. La garganta es más clara, el pecho escamado con grandes pintas claras marginadas de negro; pardo por abajo. La cola es marrón castaño. Aves del norte de Colombia y Venezuela son más pálidas con cara y garganta más blancas.

## Comportamiento

### Alimentación
Busca alimento solitario o en pareja, algunas veces en locales abiertos y cerca del suelo o de agua. Acostumbra juntarse a bandadas mixtas. Sube pequeños troncos y ramas laterales. Se alimenta principalmente de insectos que caza al golpear o retirar las cortezas de algunos árboles medianos.

### Vocalización
El canto es un trinado descendiente, en general subiendo al final; canta más al mediodía que otros trepatroncos.

## Sistemática

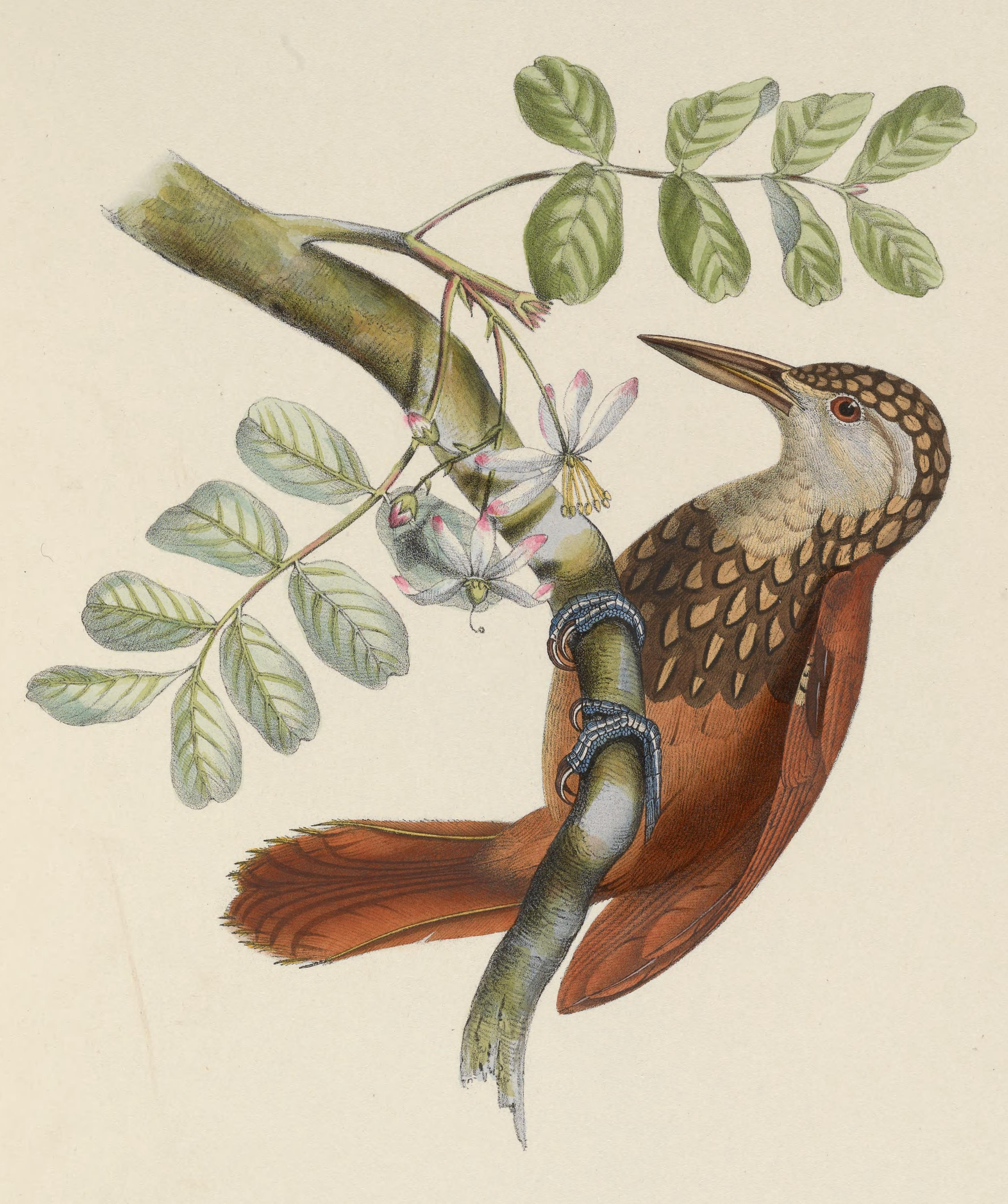
Dendroplex picirostris = D. picus picirostris; ilustración de Des Murs en Iconographie ornithologique, 1849.

### Descripción original
La especie D. picus fue descrita por primera vez por el naturalista alemán Johann Friedrich Gmelin en 1788 bajo el nombre científico Oriolus picus; su localidad tipo es: «Gujanae = Cayena».

### Etimología
El nombre genérico masculino «Dendroplex» se compone de las palabras del griego « δενδρον dendron»: árbol, y «πλησσω plēssō»: golpear; significando «que golpea los árboles»; y el nombre de la especie «picus», del latín: pájaro picapalos, carpintero.

### Taxonomía
Esta especie estaba antes colocada en el género Xiphorhynchus, de donde fue separada con base en estudios genéticos que demostraron que no pertenecía al clado formado por el resto de las especies de Xiphorhynchus, respaldando observaciones anteriores en relación con las diferencias del pico y del cráneo, y se rescató el género Dendroplex para albergarlas. La separación fue aprobada en la Propuesta N° 316 al Comité de Clasificación de Sudamérica (SACC). Los amplios estudios filogenéticos posteriores corroboraron esta separación.
La distinción morfológica de Dendroplex es soportada por datos de análisis moleculares recientes, que sugieren que las especies del presente género son parientes distantes de sus antiguos congéneres y más próximas a Lepidocolaptes y Campylorhamphus. La avaliación de las variaciones geográficas es complicada debido a las variaciones individuales marcantes, al menos en algunas poblaciones. Las subespecies pueden ser divididas en dos grupos: el «grupo picirostris» de Panamá y norte y noroeste de Sudamérica, y el «grupo picus» de la Amazonia y este de Sudamérica; estos dos grupos son tratados como especies separadas por algunos autores, pero no por otros debido a la aparence hibridación en la región del bajo río Orinoco en Venezuela. Vocalmente los dos grupos son muy similares, los análisis de los cantos, tanto de las grabaciones como de los sonogramas no revelan diferencias obvias entre ellos.
Las subespecies propuestas D. picus bahiae (Bangs & T.E. Penard, 1921) (del noreste de Brasil) y D. picus rufescens (Todd, 1948) (del centro norte de Brasil), fueron descritas con base en diferencias medianas de la nominal, pero las variaciones individuales son tan marcantes que ni son consideradas diagnosticables. La subespecie descrita D. picus borreroi (Meyer de Schauensee, 1959) (del sur de Colombia) aparentemente no se distingue de peruvianus, que por su vez posiblemente no se distingue de saturatior. La subespecie choicus se diferencia pobremente de picirostris.

### Subespecies
Según las clasificaciones del Congreso Ornitológico Internacional (IOC) y Clements Checklist/eBird v.2019 se reconocen trece subespecies, con su correspondiente distribución geográfica:
- Dendroplex picus extimus (Griscom, 1927) – centro y este de Panamá y noroeste de Colombia (valles del bajo río Atrato y alto río Sinú en Córdoba).
- Dendroplex picus dugandi (Wetmore & Phelps Sr, 1946) – tierras bajas al noroeste de Colombia desde la región de Santa Marta al este hasta la Serranía del Perijá, y al sur a lo largo del litoral del Pacífico hasta el norte del Chocó y en el valle del Magdalena al norte de Huila.
- Dendroplex picus picirostris (Lafresnaye, 1847) – litoral bajo del norte de Colombia (noroeste de la región de Santa Marta al este hasta la Península Guajira y extremo noroeste de Venezuela (hasta la boca del Lago Maracaibo).
- Dendroplex picus paraguanae (Phelps Sr & Phelps, Jr, 1962) – noroeste de Venezuela (Falcón, norte de Lara).
- Dendroplex picus choicus (Wetmore & Phelps Sr, 1946) – litoral centro norte de Venezuela (este de Falcón al este hasta Miranda).
- Dendroplex picus longirostris (Richmond, 1896) – isla Margarita (Venezuela).
- Dendroplex picus phalarus (Wetmore, 1939) – norte de  Venezuela (llanos del interior de Portuguesa, oeste de Apure y noroeste de Bolívar al este de Estado Anzoátegui, y a lo largo de la costa noreste hasta Sucre).
- Dendroplex picus saturatior (Hellmayr, 1925) – base este de los Andes orientales en Colombia (Norte de Santander al sur probablemente hasta Meta) y norte de Venezuela (centro y sur de cuenca de Maracaibo en el sur de Zulia, noroeste de Táchira, oeste de Mérida).
- Dendroplex picus duidae (J.T. Zimmer, 1934) – alto Río Orinoco y alto río Negro en el este de Colombia (este de Vichada), sur de Venezuela (noroeste de Bolívar, norte de Amazonas) y adayacente noroeste de Brasil.
- Dendroplex picus altirostris (Léotaud, 1866) – Trinidad.
- Dendroplex picus deltanus (Phelps Sr. & Phelps Jr., 1952) – noreste de Venezuela (Delta Amacuro).
- Dendroplex picus picus (Gmelin, 1788) – sur de Venezuela (sur de Anzoátegui, sur de Monagas, este de Bolívar), las Guayanas y norte y este de Brasil (bajo río Negro al este hasta Amapá y, al sur del Río Amazonas, desde el Río Madeira al este hasta Ceará y Pernambuco, al sur hasta Goiás y, en la costa atlántica, hasta el norte de Río de Janeiro; no está claro si las aves del suroeste de Brasil (Pantanal o del noroeste (margen norte del río Solimões y adyacencias del sureste de Colombia y noreste de Ecuador se refieren a la raza nominal o a peruvianus.
- Dendroplex picus peruvianus (J.T. Zimmer, 1934) – suroeste de la Amazonia, al sur del río Amazonas, desde el este del Perú y oeste del Brasil amazónico (al este hasta el río Juruá, posiblemente hasta el río Madeira) al sur hasta el norte y este de Bolivia (al sur hasta Cochabamba y Santa Cruz).